# Ourisia sessilifolia
Ourisia sessilifolia är en grobladsväxtart. Ourisia sessilifolia ingår i släktet Ourisia och familjen grobladsväxter. Utöver nominatformen finns också underarten O. s. splendida.